# 公安部儿童失踪信息紧急发布平台
公安部儿童失踪信息紧急发布平台（“团圆”系统）是由中华人民共和国公安部刑事侦查局运营、阿里巴巴集团提供技术支持的失踪儿童信息发布平台。

## 历史

公安部儿童失踪信息紧急发布平台在新浪微博的发布账号

2016年5月15日，公安部儿童失踪信息紧急发布平台在北京宣告启动。该平台会将经过警方确认的失踪儿童信息推送到儿童失踪事发地周围人群的手机上，以发动群众寻找及反馈拐卖相关犯罪的线索，并通过官方新浪微博账号、高德地图软件等平台进行发布。
2016年11月16日，公安部儿童失踪信息紧急发布平台二期上线。支付宝、UC浏览器、手机淘宝、YunOS系统、腾讯QQ、百度、一点资讯、今日头条、360手机卫士、滴滴出行等应用程序接入该平台。
2017年5月17日，公安部儿童失踪信息紧急发布平台三期上线。中央人民广播电台国家应急广播中心、腾讯新闻客户端、阿里钱盾、宝宝知道、易到、ofo、宝宝树等媒体、应用程序接入该平台。
2018年5月24日，公安部儿童失踪信息紧急发布平台四期上线。新华社客户端、央视影音客户端、饿了么和点我达四个手机应用接入该平台。

## 激活和撤销程序
只要经过公安部门确认，县级以上公安机关的警察可以立刻在公安部儿童失踪信息紧急发布平台上发布、查看、编辑自己所掌握的儿童失踪信息，无需经过审批。一旦信息被发布，系统将按照失踪1小时内推送半径约100公里、失踪2小时内推送半径约200公里、失踪3小时内推送半径约300公里、失踪超过3小时推送半径约500公里的设定进行广播。当失踪儿童被寻回或确认失踪消息不实的，也将第一时间公布。

## 成效
据公安部刑事侦查局的数据显示，截至2019年5月，该平台上线3年，共发布走失儿童信息3978条，找回3901名失踪儿童，找回率达98%。

## 外部連結
- 公安部儿童失踪信息紧急发布平台的新浪微博